# بين نيلسون
بين نيلسون (بالإنجليزية: Ben Nelson)‏ هو محامي وسياسي أمريكي، ولد في 17 مايو 1941 في الولايات المتحدة. حزبياً، نشط في الحزب الديمقراطي.

## مناصب
- في انتخابات مجلس الشيوخ في الولايات المتحدة 2000 [الإنجليزية]‏، انتخب عضو مجلس الشيوخ الأمريكي عن دائرة Nebraska ‏ وقد انضم خلال فترته النيابية [الإنجليزية]‏ (3 يناير 2001 – 3 يناير 2003) للكتلة البرلمانية الحزب الديمقراطي.
- في انتخابات مجلس الشيوخ في الولايات المتحدة 2000 [الإنجليزية]‏، انتخب عضو مجلس الشيوخ الأمريكي عن دائرة Nebraska ‏ وقد انضم خلال فترته النيابية [الإنجليزية]‏ (3 يناير 2003 – 3 يناير 2005) للكتلة البرلمانية الحزب الديمقراطي.
- في انتخابات مجلس الشيوخ في الولايات المتحدة 2000 [الإنجليزية]‏، انتخب عضو مجلس الشيوخ الأمريكي عن دائرة Nebraska ‏ وقد انضم خلال فترته النيابية [الإنجليزية]‏ (3 يناير 2005 – 3 يناير 2007) للكتلة البرلمانية الحزب الديمقراطي.
- في انتخابات مجلس الشيوخ في الولايات المتحدة 2006 [الإنجليزية]‏، انتخب عضو مجلس الشيوخ الأمريكي عن دائرة Nebraska ‏ وقد انضم خلال فترته النيابية [الإنجليزية]‏ (4 يناير 2007 – 3 يناير 2009) للكتلة البرلمانية الحزب الديمقراطي.
- في انتخابات مجلس الشيوخ في الولايات المتحدة 2006 [الإنجليزية]‏، انتخب عضو مجلس الشيوخ الأمريكي عن دائرة Nebraska ‏ وقد انضم خلال فترته النيابية [الإنجليزية]‏ (3 يناير 2009 – 3 يناير 2011) للكتلة البرلمانية الحزب الديمقراطي.
- في انتخابات مجلس الشيوخ في الولايات المتحدة 2006 [الإنجليزية]‏، انتخب عضو مجلس الشيوخ الأمريكي عن دائرة Nebraska ‏ وقد انضم خلال فترته النيابية [الإنجليزية]‏ (3 يناير 2011 – 3 يناير 2013) للكتلة البرلمانية الحزب الديمقراطي.
- انتخب حاكم نبراسكا [الإنجليزية]‏ (9 يناير 1991 – 7 يناير 1999).
- انتخب عضو مجلس الشيوخ الأمريكي عن دائرة نبراسكا (3 يناير 2001 – 3 يناير 2013).